# Eustace (Texas)
Eustace è un centro abitato degli Stati Uniti d'America situato nella contea di Henderson dello Stato del Texas.
La popolazione era di 991 persone al censimento del 2010.

## Geografia fisica
Eustace è situata a 32°18′32″N 96°00′33″W (32.308801, -96.009098).
Secondo lo United States Census Bureau, ha un'area totale di 1,7 miglia quadrate (4,4 km²).

## Società

### Evoluzione demografica
Secondo il censimento del 2000, c'erano 798 persone, 309 nuclei familiari e 204 famiglie residenti nella città. La densità di popolazione era di 463,9 persone per miglio quadrato (179,1/km²). C'erano 339 unità abitative a una densità media di 197,1 per miglio quadrato (76,1/km²). La composizione etnica della città era formata dal 97,87% di bianchi, lo 0,13% di nativi americani, lo 0,13% di asiatici, l'1,38% di altre razze, e lo 0,50% di due o più etnie. Ispanici o latinos di qualunque razza erano il 5,39% della popolazione.
C'erano 309 nuclei familiari di cui il 36,9% aveva figli di età inferiore ai 18 anni, il 48,5% aveva coppie sposate conviventi, il 12,0% aveva un capofamiglia femmina senza marito, e il 33,7% erano non-famiglie. Il 29,4% di tutti i nuclei familiari erano individuali e il 18,1% aveva componenti con un'età di 65 anni o più che vivevano da soli. Il numero di componenti medio di un nucleo familiare era di 2,58 e quello di una famiglia era di 3,20.
La popolazione era composta dal 29,8% di persone sotto i 18 anni, il 9,1% di persone dai 18 ai 24 anni, il 29,9% di persone dai 25 ai 44 anni, il 15,5% di persone dai 45 ai 64 anni, e il 15,5% di persone di 65 anni o più. L'età media era di 34 anni. Per ogni 100 femmine c'erano 90,5 maschi. Per ogni 100 femmine dai 18 anni in giù, c'erano 79,5 maschi.
Il reddito medio di un nucleo familiare era di 40.045 dollari e quello di una famiglia era di 42.411 dollari. I maschi avevano un reddito medio di 37.500 dollari contro i 21.435 dollari delle femmine. Il reddito pro capite era di 17.419 dollari. Circa il 6,6% delle famiglie e il 10,4% della popolazione erano sotto la soglia di povertà, incluso l'11,9% di persone sotto i 18 anni e il 6,7% di persone di 65 anni o più.